# Datorspelsåret 1996

## Händelser

### Februari
- Februari - Blizzard Entertainment köper upp en utvecklingsgrupp vid namn Condor, som blir Blizzard North
- 1 februari - Nintendo meddelar att företagets nya hem-TV-spelskonsol "Ultra 64" skall byta namn till "Nintendo 64", eftersom företaget Konami redan använder namnet Ultra.
- 13 februari - Atari Corporation tillkännager planer på samgående med JTS Corp.

### Mars
- Mars - Den svenskspråkiga TV-speltidskriften Super Power byter namn till Super Play.[1]

### April
- April - Eidos Interactive köper upp CentreGold plc, som äger Core Design och US Gold

### Maj
- 1 maj - Gamespot och Gamefaqs lanseras.
- 16-18 maj - Den andra årliga E3-mässan hålls i Los Angeles i Kalifornien i USA.[2]

### Juni

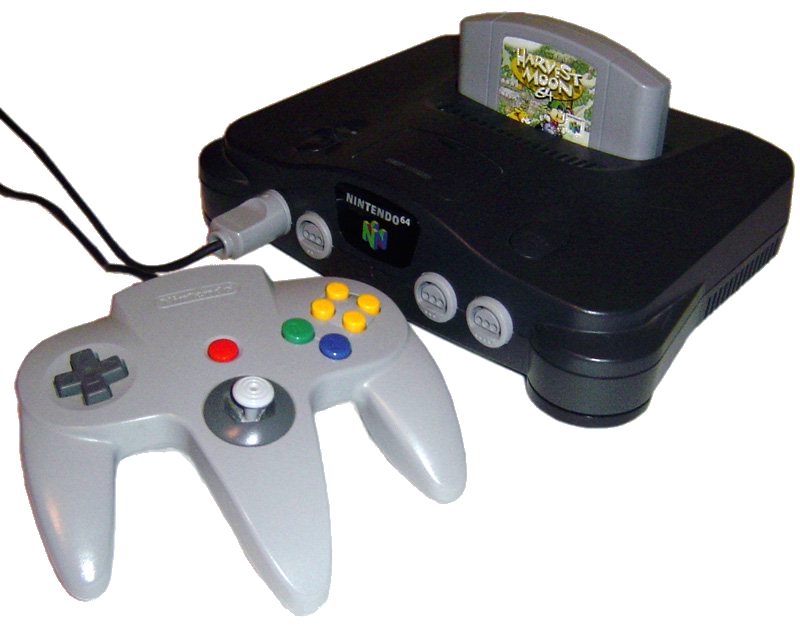
Nintendo 64

- 23 juni - Nintendo lanserar hem-TV-spelskonsolen Nintendo 64 i Japan.
- Juni - Firaxis Games grundas av Jeff Briggs med Sid Meier och Brian Reynolds

### Juli
- Juli - GT Interactive köper upp Humongous Entertainment.
- 24 juli - CUC International, Inc köper upp Sierra On-Line, Blizzard Entertainment och Davidson & Associates för tre miljarder amerikanska dollar.

### Augusti
- 15 augusti - Den japanske dator- och TV-spelsdesignern Gunpei Yokoi lämnar Nintendo.
- 24 augusti - Valve Corporation grundas.

### September
- September - Brittiska Nintendotidningen Super Play läggs ner.[3]
- 11 september - Den japanske dator- och TV-spelsdesignern Gunpei Yokoi bildar det egna företaget Koto.
- 29 september - Nintendo lanserar hem-TV-spelskonsolen Nintendo 64 i Nordamerika och Puerto Rico.

### November
- 13 november - Tom Clancy och Virtus Corp. grundar Red Storm Entertainment, under Doug Littlejohns ledning.

### December
- 19 december - Spelmusiksidan VGMusic.com gör debut på Internet.

### Okänt datum
- Nintendo lanserar den bärbara spelmaskinen "Game Boy Pocket" i Japan.
- Infogrames Entertainment SA köper upp Ocean Software Ltd.
- Midway Games, Inc. köper upp Atari Games Corp. från Warner Communications Inc.
- Technos Japan Corporation, skapare av spelserier som Nekketsu Kouha Kunio Kun och Double Dragon, läggs ner.
- Black Isle Studios bildas som en avdelning hos Interplay (namnet Black Isle Studios tillkommer 1998)
- Game Park Inc. bildas i Sydkorea
- Det företag som bildats av Microprose och Spectrum Holobyte 1993 börjar enbart använda namnet Microprose.
- Overworks, Ltd. bildas.
- Zed Two Limited bildas.
- Rättsfallet Nintendo of America mot Computer & Entertainment utspelar sig.
- The 3DO Company köper upp New World Computing
- De sista NES-basenheterna i Sverige lämnar lagret i Kungsbacka. Samtidigt noterar Bergsala sitt ekonomiskt svagaste år sedan 1989.[4]

## Spel släppta år1996

### PC
- Bad Mojo
- Command & Conquer: Red Alert
- Diablo
- Quake
- Grand Prix II
- Pyramiden - Gåtan vid Nilens strand
- The Pandora Directive
- NHL 97

### Super NES
- Super Mario RPG
- NHL 97

### Sega Mega Drive
- NHL 97

### Playstation
- Tekken 3
- Resident Evil
- Crash Bandicoot
- Tomb Raider

### Sega Saturn
- NHL 97
- Nights into Dreams...

### Fotnoter
1. ↑  Niklas Larsson (11 mars 2008). ”Kulten som blev finkultur”. Luleå tekniska universitet. Arkiverad från originalet den 22 februari 2014. https://web.archive.org/web/20140222063959/http://epubl.ltu.se/1402-1773/2008/254/LTU-CUPP-08254-SE.pdf. Läst 10 februari 2014.
2. ↑  ”Attendance and Stats” (på engelska). IGN. http://www.ign.com/wikis/e3/Attendance_and_Stats. Läst 21 maj 2015.
3. ↑  Chris McOvell. ”The Classic Magazine Special” (på engelska). Cyberchris. http://www.chrismcovell.com/Archive/magspecial_index.html. Läst 17 maj 2015.
4. ↑  Lindell, Martin. ”Slutet för NES”. 8 bitar på 80-talet (2014). sid. 46. Läst 21 juli 2014